# Barnabas Zhang
Barnabas Zhang (chiń. 張巴拿巴; pinyin Zhāng Bānábā; ur. 11 lutego 1882 w Weixian w prowincji Szantung, zm. 25 stycznia 1961 w Singapurze) – chiński duchowny zielonoświątkowy, jeden z założycieli Prawdziwego Kościoła Jezusa.
Jego prawdziwe nazwisko brzmiało Zhang Dianju (張殿舉). W 1912 roku pod wpływem kazania Zhang Lingshenga nawrócił się i dostąpił chrztu w Duchu Świętym. Wstąpił do nowo powołanego Prawdziwego Kościoła Jezusa, a w 1919 roku został ordynowany przez Paula Weia. W następnych latach prowadził działalność misjonarską w północnych, środkowych i wschodnich Chinach. W 1926 roku spędził miesiąc na Tajwanie, zakładając na wyspie pierwsze wspólnoty Prawdziwego Kościoła Jezusa.
Pod koniec lat 20. Zhang rozwinął na własną rękę działalność misjonarską na terenie Azji Południowo-Wschodniej, a w 1929 roku założył w Hongkongu niezależną wspólnotę. W 1931 roku został z tego powodu ekskomunikowany i wykluczony z Prawdziwego Kościoła Jezusa.